# Rubannîkiv, Korop
Rubannîkiv (în ucraineană Рубанників) este un sat în comuna Atiușa din raionul Korop, regiunea Cernihiv, Ucraina.

## Demografie
Componența lingvistică a localității Rubannîkiv
     Ucraineană (88,89%)
     Rusă (11,11%)
Conform recensământului din 2001, majoritatea populației localității Rubannîkiv era vorbitoare de ucraineană (88,89%), existând în minoritate și vorbitori de rusă (11,11%).